# Вон, Валентина
Валентина Вон (англ. Valentina Vaughn) — американская эротическая модель и порноактриса. Обладательница звания «Киска месяца» (Pet of the Month) в июне 2005 года по версии журнала «Penthouse».

## Биография
Валентина Вон родилась 15 марта 1983 года в Балтиморе, штат Мэриленд. С детства Валентина увлекалась танцами, училась в школе балета в Нью-Йорке.
В качестве модели снималась у таких фотографов, как Сьюз Рэндалл, Эндрю Блейк, Кен Маркус. В начале 2006 года Вон в роли себя появилась в фильме Эндрю Блейка «Валентина», который номинировался на AVN Awards в 2007 году. В дальнейшем она неоднократно работала с Блейком, сотрудничала с журналом Hustler.
В июне 2006 года Вон стала обладательницей звания «Киска месяца» по версии журнала Penthouse, а
в 2008 году играет саму себя в молодёжной комедии Дэба Хэйгэна «Колледж».

## Награды и номинации
| Год  | Награда   | Результат | Категория                                                      | Работа    |
| ---- | --------- | --------- | -------------------------------------------------------------- | --------- |
| 2007 | AVN Award | Номинация | Лучшее лесбийское порно (вместе с Чарли Лейн и Моникой Мендес) | Valentina |
| 2007 | AVN Award | Номинация | Лучшая сцена мастурбации                                       | Valentina |
| 2007 | AVN Award | Номинация | Лучшая сцена стриптиза                                         | Valentina |